# Avatha dohertyi
Avatha dohertyi là một loài bướm đêm trong họ Erebidae.